# Тюлебеков, Касым Хажибаевич
Касым Хажибаевич Тюлебеков (31 октября 1935, Петропавловск, Карагандинская область, Казакская АССР, РСФСР, СССР — 3 сентября 2014, Алма-Ата, Казахстан) — советский и казахстанский партийный и государственный деятель. Первый секретарь Алма-Атинского обкома КП Казахстана (1988—1991).

## Биография

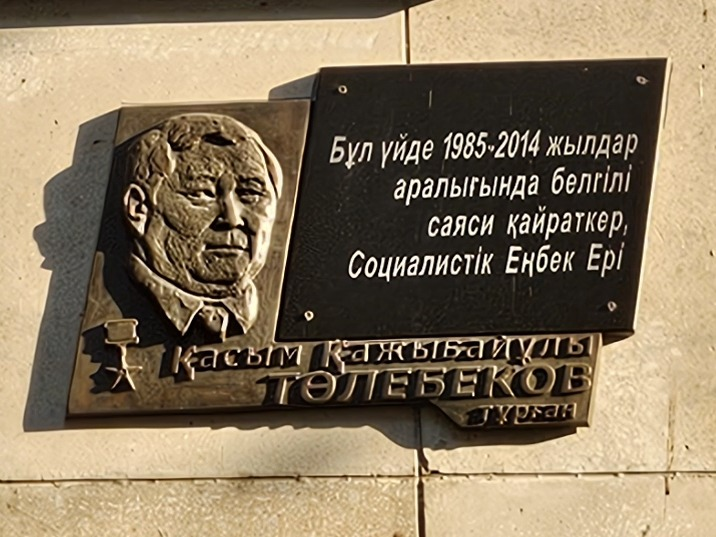
Мемориальная доска Тюлебекову на стене дома-музея Кунаева, Алматы

Окончил Алма-Атинский зооветеринарный институт и Высшую партийную школу при ЦК КП Казахстана. Член КПСС с 1967 г.
Долгое время являлся первым секретарем Булаевского райкома Компартии Казахстана (Северо-Казахстанская область).
- 1985—1987 гг. — председатель Кустанайского облисполкома,
- 1987—1988 гг. — первый секретарь Чимкентского обкома КПСС,
- 1988—1991 гг. — первый секретарь Алма-Атинского обкома КПСС,
- 1990—1991 гг. — председатель Алма-Атинского совета народных депутатов.

С 1992 г. до ухода на пенсию — первый заместитель министра сельского хозяйства Казахстана.
В 1981 году удостоен звания Героя Социалистического Труда «за выдающиеся успехи, достигнутые в выполнении планов и социалистических обязательств по продаже государству в 1980 году миллиарда пудов зерна и перевыполнении планов десятой пятилетки по производству и закупкам хлеба и других сельскохозяйственных продуктов».
Депутат Верховного Совета СССР 11-го созыва. Народный депутат СССР от Алма-Атинского — Фрунзенского национально-территориального избирательного округа № 132 Казахской ССР (1989—1991).

## Награды и звания
- Герой Социалистического Труда (19.02.1981).
- орден Ленина (19.02.1981)
- орден Ленина
- орден Октябрьской Революции
- орден Трудового Красного Знамени
- орден Трудового Красного Знамени
- орден Дружбы народов
- орден «Знак Почёта»